# Solidarność
Pour les articles homonymes, voir Solidarité.
 (août 2014).
Si vous disposez d'ouvrages ou d'articles de référence ou si vous connaissez des sites web de qualité traitant du thème abordé ici, merci de compléter l'article en donnant les références utiles à sa vérifiabilité et en les liant à la section « Notes et références ».
Solidarność (prononcé [sɔliˈdarnɔɕt͡ɕ], mot qui signifie « solidarité » en français), parfois appelé Solidarité en français, est une fédération de syndicats polonais fondée le 31 août 1980, dirigée à l'origine par Lech Wałęsa. Dans les années 1980, ce mouvement joue un rôle clé dans l'opposition au régime de la République populaire de Pologne.

## Histoire

### Débuts

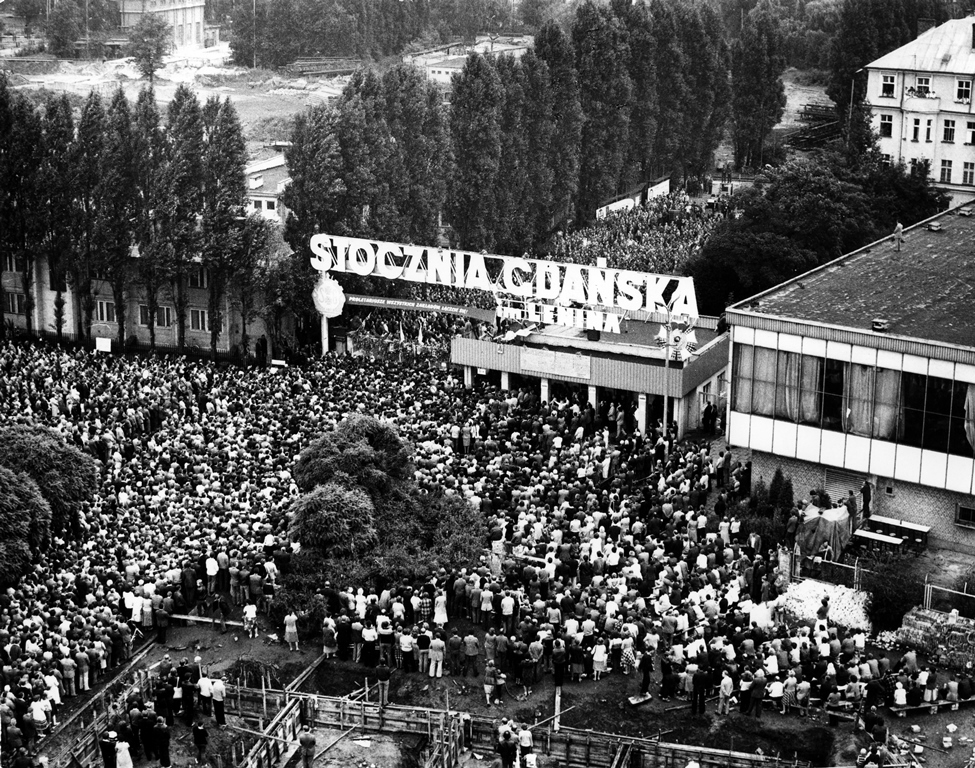
Grève aux chantiers navals de Gdańsk en août 1980

À l'époque de la Pologne communiste, aucun syndicat indépendant des organismes du pouvoir n'est autorisé. Soucieuse des besoins des ouvriers des chantiers navals de Gdańsk, Anna Walentynowicz crée la première association indépendante ce qui lui vaut d'être licenciée le 7 août 1980, perdant son droit à la retraite à cinq mois de celle-ci.
La décision de la direction entraîne une grève qui éclate le lundi 14 août 1980, lorsque les 17 000 ouvriers des chantiers navals Lénine cessent le travail. Le mouvement donne naissance au syndicat NSZZ Solidarność dont Anna Walentynowicz est cofondatrice avec Lech Wałęsa,.
Dans les années 1980, ce syndicat réussit à rassembler un large mouvement social contre le régime communiste en place, impliquant entre autres l'Église catholique romaine. Il élabore un programme en 21 points. Le syndicat est soutenu par un groupe d'intellectuels dissidents (en polonais : Komitet Obrony Robotników (KOR)) et était basé sur les règles de la non-violence. Pour Moscou, Solidarność est considéré comme un organisme dangereux bénéficiant du soutien de l'OTAN. Si les communistes polonais ne réussissaient pas à faire face à cette menace, les Soviétiques s'en mêleraient.
La survie de Solidarność est un événement sans précédent, non seulement en Pologne, mais dans tous les pays du pacte de Varsovie. Cela signifie une cassure dans la ligne dure du Parti qui avait auparavant provoqué un bain de sang pour réprimer un autre mouvement de protestation : des douzaines de personnes tuées et plus d'un millier de blessés à Gdynia en décembre 1970.
Les facteurs principaux ayant contribué aux succès initiaux du mouvement Solidarność et des autres mouvements dissidents sont d'ordre interne et externe :
- la crise interne des régimes socialistes (perte de foi envers le modèle socialiste, crise économique…).
- la culture de résistance face à l'occupation étrangère et aux systèmes importés : la Pologne avait été rayée de la carte au XVIIIe siècle et la société polonaise s'est rassemblée autour de l'Église catholique, qui incarne l'identité traditionnelle du pays. L'État n'a jamais osé s'attaquer frontalement à l'Église ni même à la paysannerie et jamais l'armée soviétique n'est intervenue pour mater les soulèvements, contrairement à ce qui s'est passé en Hongrie en 1956 ou en Tchécoslovaquie en 1968. Cela s'est toujours réglé « entre Polonais »…
- la longue construction d'un syndicalisme indépendant du pouvoir à travers des échecs dont l'opposition a su tirer les leçons : le soulèvement de Poznań en 1956, la critique intellectuelle de 1968, la répression de la grève des chantiers navals de Gdynia en 1970, la naissance du KOR en 1976.
- les échecs sur le front de la guerre froide (voir Invasion soviétique en Afghanistan et crise des euromissiles)
- l'élection du premier pape polonais de l'histoire, en 1978 : Jean-Paul II soulève l'enthousiasme et donne aux Polonais la certitude que leur résistance sera victorieuse.
- et enfin la succession au pouvoir en URSS de Léonid Brejnev (jusqu'en 1982) qui laissait le soin de gérer les affaires internes au bloc à ses subordonnés, généralement plus libéraux que lui, de Iouri Andropov de 1982 à 1984, soucieux de réformer le modèle soviétique, à l'origine de la perestroika et de la glasnost mises en place par Gorbatchev à partir de 1985, sans oublier le court passage au pouvoir de Konstantin Tchernenko, malade, incapable d'assurer véritablement la présidence de l'Union soviétique.

Les idées du mouvement Solidarność se répandent très rapidement à travers la Pologne ; de plus en plus de syndicats sont formés et rejoignent la fédération. Son programme, bien que centré sur les revendications syndicales, est perçu partout comme une première étape pour provoquer le démantèlement du monopole du Parti communiste polonais.
« Solidarité rurale », un syndicat d'agriculteurs, est créé en mai 1981. En 1981, le KOR se dissout volontairement, ses membres jouant alors le rôle d'experts du syndicat. Ce rôle renforcera les tendances prônant la conciliation avec le pouvoir : « Il ne doit pas y avoir de revendications qui inciteraient le gouvernement à utiliser la violence ou qui mèneraient à son effondrement. Nous devons leur laisser des portes de secours. Nous avons besoin de plus de revendications économiques et politiques négociables. » (Bogdan Borusewicz, historien et membre du KOR, à Gdansk).
Le 31 août 1980, à l'issue de 14 jours de grève au chantier naval Lénine de Gdansk, le vice-Premier ministre Mieczysław Jagielski cosigne avec Lech Wałęsa, devant l'assemblée générale des délégués des entreprises en grève dans la région, l'« accord de Gdańsk », qui ouvre la voie à la constitution des syndicats indépendants. Le comité de grève interentreprises se transforme en direction provisoire du nouveau syndicat. 
Cet accord est le point culminant d'une vague de grèves démarrée en juillet à la suite de l'augmentation des prix des produits alimentaires. Une rupture se produit alors dans le consensus de fait entre la bureaucratie polonaise et les travailleurs. Des grèves avec occupation se dotent, au fur et à mesure, de structures d'auto-organisation de plus en plus larges. Les négociations menées avec le pouvoir sont publiques, enregistrées par les délégués d'entreprises et permettent aux travailleurs d'affiner les mandats de leurs délégués, d'en changer si nécessaire.
Le syndicat Solidarność, issu de cette lutte qui regroupe rapidement 10 millions de salariés sur les 31 que comptait alors la Pologne, se présente comme une forme avancée de l'organisation ouvrière autonome. À l'image des comités de grève d'août 1980, c'est une structure démocratique, au sein de laquelle les dirigeants sont révocables. Tenu en septembre 1981, le premier congrès de Solidarność apparaît comme un véritable parlement ouvrier du pays. Ses séances, retransmises dans les grandes entreprises du pays, attestent des discussions intenses sur l'avenir et des pressions de la base sur les délégués pour que ces derniers représentent fidèlement l'élaboration de l'intelligence collective. Le fruit de cette élaboration fut le projet de république autogérée, le congrès exigeant « une réforme autogestionnaire et démocratique à tous les niveaux de gestion, un nouvel ordre social et économique, qui liera le plan, l'autogestion et le marché. » C'est un approfondissement des positions élaborées dès l'automne 1980, telles celles de la commission ouvrière inter-entreprises de Szczecin : « Nous sommes en faveur d'un socialisme progressiste, ouvrier, pour un développement harmonieux et équitable de la Pologne, déterminé collectivement par l'ensemble du monde du travail (…) Nous ne voulons pas changer de système, mais nous nous orientons vers la réalisation d'un ordre social qui serait authentiquement ouvrier et socialiste. »

### Période d'activité légale
Le syndicat est légalisé après l'accord de Gdansk, du 31 août 1980. Il bénéficie tout de suite du parrainage de l’Église catholique et les adhésions affluent : le nombre total de membres atteint 10 millions, soit un tiers de la population totale de la Pologne (35 millions à l'époque) ou plus de trois fois le nombre de membres du Parti communiste (PZPR) ; toute l'opposition polonaise au régime utilisera Solidarność comme structure pour faciliter son combat. Après un baroud d'honneur, le gouvernement sera obligé de légaliser Solidarité Rurale (NSZZ RI Solidarność), qui regroupait la paysannerie. Ce premier syndicat libre obtient un soutien international très puissant : AFL/CIO aux États-Unis, DGB en RFA, les Trade Unions en Grande-Bretagne apportent un soutien politique et financier ; en France, FO et surtout, la CFDT sont des soutiens importants. La CGT, étroitement liée au Parti communiste français, s'abstient par contre de tout soutien et, comme le PCF, approuvera par la suite la mise hors la loi du syndicat polonais.
Solidarność bénéficie du soutien financier du gouvernement américain par l’intermédiaire de la National Endowment for Democracy (NED).
Le premier congrès de Solidarność s'ouvre le 5 septembre 1981 et rassemble 912 délégués. Il débute par une messe d'ouverture célébrée par Mgr Józef Glemp. Cette messe durant laquelle tous les délégués prient à genoux, est un événement international, couvert par tous les médias du monde. Lech Wałęsa est reçu officiellement en audience par Jean-Paul II au Vatican.

### Interdiction du syndicat et État de siège en Pologne de 1981 à 1983
Dans la nuit du 13 au 14 décembre 1981, la loi martiale est proclamée, Wałęsa avec toute la direction de Solidarność est arrêté par la police et le syndicat est « suspendu » par décret du général Jaruzelski, avant d'être interdit quelques mois plus tard. Cependant, la direction du syndicat a anticipé l'événement et la plupart des principaux militants peuvent maintenir une activité politique. Le clergé catholique continue à servir de postiers clandestins, notamment en transférant des fonds au profit des militants recherchés par la police ou de leur famille. En octobre 1983, Wałęsa reçoit le prix Nobel de la paix, ce qui contribue à le positionner comme interlocuteur indispensable du régime.

### Depuis le milieu des années 1980
À partir du milieu des années 1980, Solidarność n'a subsisté que comme mouvement clandestin, soutenu par l'Église catholique romaine (voir Jerzy Popieluszko). L'influence de Lech Wałęsa contribuera à lui donner un rôle de « pompier social » : « L'Église nous conseille d'être toujours modérés, d'être conscients, de trouver un compromis… C'est nous qui modérons les gens. C'est grâce à nous qu'on ne tire pas sur le pouvoir, si le pouvoir n'a pas encore été rejeté… Sans nous il y aurait déjà la révolte populaire. Et c'est d'ailleurs un pouvoir conscient des dimensions de la crise économique qui a permis peut-être la création de Solidarność en sachant que nous jouerions un rôle d'amortisseur raisonnable qui protégera même le pouvoir et le Parti contre la colère populaire » (Lech Wałęsa lors d'une réunion de Solidarność).
Toutefois, à la fin des années 1980, Solidarność était redevenue suffisamment puissante pour contrecarrer la politique de Jaruzelski. Des grèves nationales en 1988 ont forcé le gouvernement à ouvrir le dialogue avec Solidarność (6 février 1989). Après l'Accord de la table ronde (en) (5 avril 1989), le Komitet Obywatelski Solidarność est légalisé et peut participer aux élections parlementaires polonaises de 1989.
Le triomphe des candidats du syndicat (formellement présentés par le « Comité civique auprès du président de Solidarność Lech Wałęsa ») à ces élections, qui constituent les groupes parlementaires Obywatelski Klub Parlamentarny à la diète et au sénat nouvellement rétabli, prélude à la chute des régimes communistes en Europe. « Si Solidarność avait inscrit un âne sur ses listes électorales, il aurait été élu, et si le Parti avait proposé Dieu lui-même comme candidat, Dieu aurait perdu », écrit l'historien britannique Timothy Garton Ash. Dès la fin du mois d'août, un gouvernement de coalition mené par Solidarność est formé.
En décembre 1990, Lech Wałęsa quitte son poste à la tête de Solidarność et est élu président de la République contre le premier chef de gouvernement non-communiste Tadeusz Mazowiecki, marquant la fin définitive de l'unité du camp des opposants au système soviétique.

### Sous la Troisième République
Dès lors, l'organisation devient un syndicat plus classique.
Après l'implosion du Komitet Obywatelski Solidarność, le syndicat présente des listes lors des élections parlementaires de 1991 et de 1993. En 1996, une nouvelle branche politique, l'Alliance électorale Solidarité (en polonais : Akcja wyborcza Solidarność AWS), formée de l'Accord du centre et de la liste Solidarność, transformée en parti l'année suivante, participe au gouvernement de 1997 à 2001 avant de disparaître définitivement après la défaite électorale de 2001. Les responsabilités syndicales et politiques deviennent totalement distinctes. Le syndicat compte environ 1,5 million de membres.
En 2005, le syndicat compte 500 000 membres. À l'occasion de son 25e anniversaire, le jour de sa fondation, le 31 août est devenu un jour férié en Pologne.
Le 22 août 2006, son fondateur symbolique Lech Wałęsa annonce sa démission du syndicat, dont il dénonce le soutien trop manifeste à la droite dure, et notamment le soutien public lors des élections législatives et présidentielle de l'automne 2005, au parti Droit et justice (PiS) des jumeaux Kaczyński.
En 2021, cinq syndicats français (CFDT, CFTC, CGT, FO, UNSA) saisissent la Confédération européenne des syndicats afin d'exclure Solidarność de l'organisation à la suite de rapports « complaisants » avec les personnalités politiques françaises d'extrême droite Marine Le Pen et Éric Zemmour.

## Symboles

### Logo

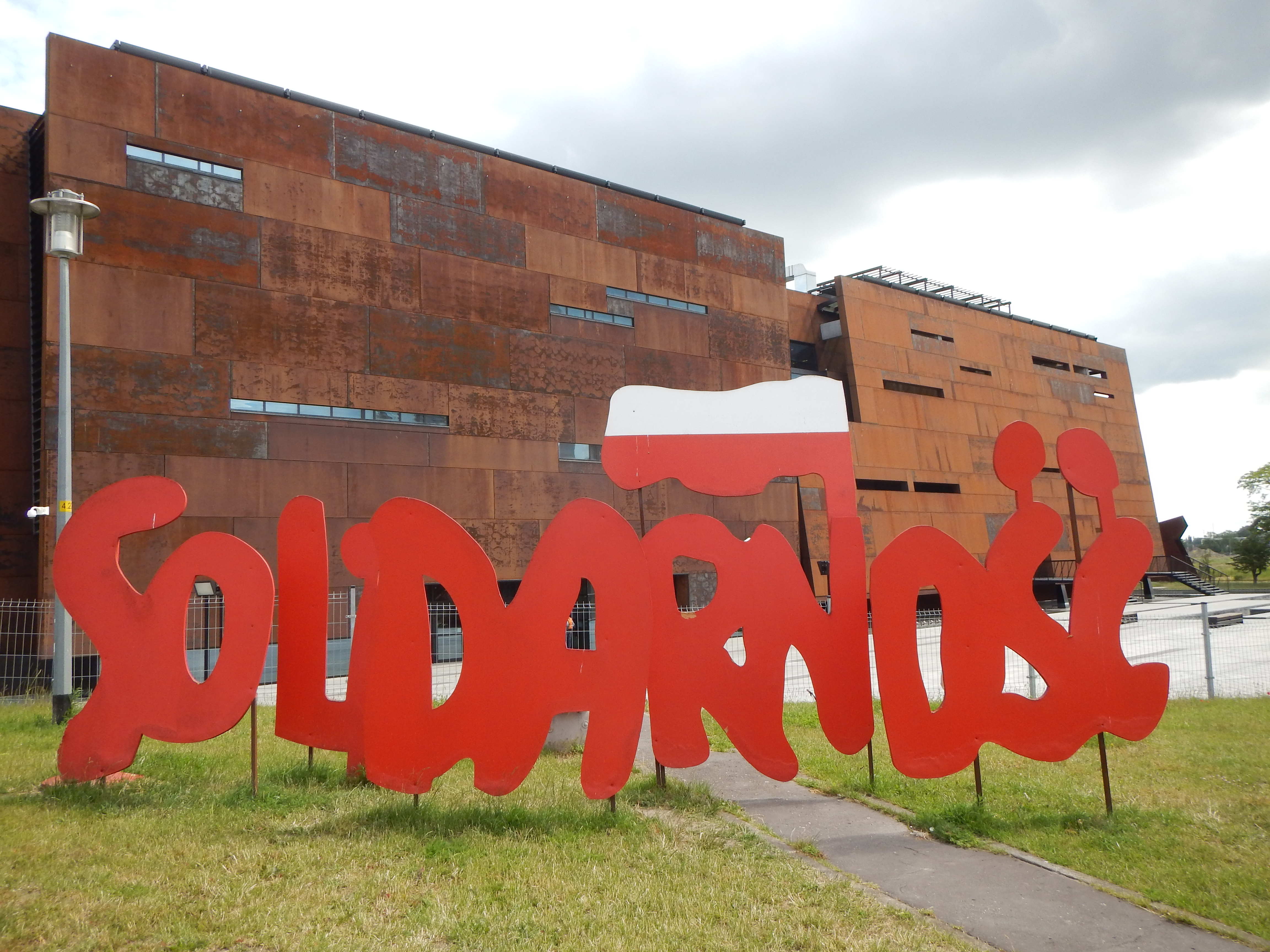
Le Centre de la solidarité européenne à Gdańsk.

Graphiquement, le logo créé par Jerzy Janiszewski (ci-dessus) est formé des 11 lettres de « Solidarność » soudées entre elles et serrées les unes contre les autres, comme des participants au premier rang d'une manifestation : l'impression recherchée est le sentiment de solidarité, de front commun et de peuple faisant bloc contre le pouvoir. L'une des lettres-manifestants brandit le drapeau polonais.

### Hymne
Mury est l'hymne de Solidarność. Créé en 1978 par Jacek Kaczmarski, le poète polonais s'inspire de l'Estaca, hymne libertaire catalan écrit par le poète et chanteur Lluís Llach. Ce chant devint un symbole de la lutte contre l'oppression du régime soviétique. Malgré la volonté marquée par l'auteur pour faire de ce chant une critique de certains aspects des mouvements sociaux, il en devint un symbole.

### Filmographie
- 1981 : Solidarnosc, documentaire réalisé par Serge Poljinsky